# Ньютон, Беки
Ребе́кка Са́ра Нью́тон (англ. Rebecca Sara Newton; род. 4 июля 1978) — американская актриса, наиболее известная по своей роли Аманды Тэннен в комедийном телесериале «Дурнушка».

## Карьера
Беки Ньютон наиболее известна по своей роли Аманды Тэннен в комедийном телесериале канала ABC «Дурнушка», где она снималась с 2006 по 2010 год, на протяжении всего периода трансляции. Она также выступала в качестве ведущей нескольких специальных выпусков сериала. В 2009 году она выступала в бродвейском мюзикле Girl Crazy.
После завершения сериала «Дурнушка», Ньютон, сыграла главную роль в часовом ситкоме NBC «Любовь кусается» от продюсера «Секса в большом городе». Из-за беременности Ньютон сериал был отложен сначала до межсезонья, а после и вовсе на лето, вследствие чего был закрыт после девяти эпизодов. В ноябре 2011 года она получила периодическую роль в ситкоме «Как я встретил вашу маму», а весной 2012 года главную роль в собственном ситкоме «Игры Гудвин» для канала Fox.

## Личная жизнь
Ребекка Сара Ньютон родилась в Нью-Хейвене, штат Коннектикут. В 2005 году она вышла замуж за канадского актёра Криса Диамантополоса. В начале ноября 2010 года она родила сына, а в начале 2014 года — дочь.

## Фильмография
| Год       |    | Русское название                    | Оригинальное название                  | Роль                 |
| --------- | -- | ----------------------------------- | -------------------------------------- | -------------------- |
| 2001      | с  | —                                   | Burly TV                               | ведущая              |
| 2003      | с  | Детектив Раш                        | Cold Case                              | молодая Мелани Уитли |
| 2003—2004 | с  | Направляющий свет                   | Guiding Light                          | дочь из фантазий     |
| 2004      | тф | Шоу Дейва Шеридана                  | The Dave Sheridan Show                 | Эрин                 |
| 2004      | ф  | Постскриптум                        | P.S.                                   | Ребекка              |
| 2004      | с  | Американские мечты                  | American Dreams                        | Минди                |
| 2004      | с  | Закон и порядок: Специальный корпус | Law & Order: Special Victims Unit      | Коллин Хитон         |
| 2004      | с  | —                                   | The Men’s Room                         | Лили                 |
| 2005      | с  | Зачарованные                        | Charmed                                | новая Пайпер         |
| 2006—2010 | с  | Дурнушка                            | Ugly Betty                             | Аманда Тэннен        |
| 2007      | ф  | Август Раш                          | August Rush                            | Дженнифер            |
| 2007—2014 | мс | Американский папаша!                | American Dad!                          | разные персонажи     |
| 2008—2009 | с  | —                                   | Mode After Hours                       | Аманда Тэннен        |
| 2011      | с  | Любовь кусается                     | Love Bites                             | Энни Матопулос       |
| 2011      | тф | —                                   | Untitled Jeff and Jackie Filgo Project | Айлин                |
| 2011      | тф | —                                   | The Chamberland Sisters                | Джейд Чемберлен      |
| 2012—2013 | с  | Как я встретил вашу маму            | How I Met Your Mother                  | Куинн                |
| 2013      | с  | Игры Гудвин                         | Goodwin Games                          | Хлоя Гудвин          |
| 2014      | мс | Микки Маус                          | Mickey Mouse                           | официантка           |
| 2015      | с  | Чудаки-одиночки                     | Weird Loners                           | Кэрин Голдфарб       |
| 2016      | тф | —                                   | Winning Ugly                           | Кристи               |
| 2018—2019 | с  | Расскажи мне сказку                 | Tell Me a Story                        | Катрина Торн         |
| 2018—2019 | с  | Развод                              | Divorce                                | Джеки                |
| 2019      | ф  | Родство                             | Otherhood                              | Андреа               |